# Conisbrough Parks
Conisbrough Parks – gmina (civil parish) w Anglii, w hrabstwie ceremonialnym South Yorkshire, w dystrykcie metropolitalnym Doncaster. Leży 19 km na północny wschód od miasta Sheffield i 230 km na północ od Londynu.